# Zonă cu emisii reduse

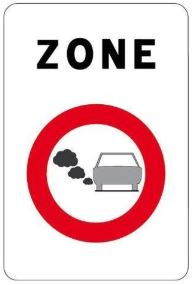
Semn care indică începutul unei zone cu emisii reduse în Belgia

O zonă cu emisii reduse (în engleză Low-Emission Zone, acronim LEZ) este o zonă definită în care accesul anumitor vehicule poluante este restricționat sau descurajat, cu scopul de a îmbunătăți calitatea aerului. Astfel de zone încurajează utilizarea mijloacelor de transport mai puțin poluante, precum bicicletele, vehiculele de micromobilitate, vehicule cu combustibili alternativi, vehiculele hibride electrice, vehiculele hibride plug-in și vehiculele cu emisii zero, cum ar fi vehiculele complet electrice.
Zona cu emisii ultrareduse (în engleză Ultra-Low Emission Zone, acronim ULEZ) este o variantă a zonei cu emisii reduse care impune cerințe mai stricte privind emisiile.
Zona cu emisii zero (în engleză Zero-Emission Zone, acronim ZEZ) reprezintă o LEZ în care sunt permise exclusiv vehiculele cu emisii zero. În aceste zone, toate vehiculele cu motoare cu ardere internă sunt interzise, inclusiv hibridele plug-in care nu pot funcționa exclusiv electric. Sunt admise doar vehiculele electrice cu baterie și vehiculele cu hidrogen, alături de deplasarea pietonală, biciclete, vehicule de transport public complet electrice (tramvaie, autobuze electrice etc.).

## Funcționare
În multe zone cu emisii reduse, vehiculele care nu respectă standardele de emisii stabilite nu sunt oprite fizic la intrarea în zonă (de exemplu, prin bariere automate), ci li se aplică o amendă dacă accesează zona. Această amendă nu se emite în cazul în care, deși vehiculul nu îndeplinește standardele de emisii, a fost plătită o taxă specifică (cum ar fi taxa zilnică LEZ).
În anumite LEZ-uri, cum este cea din Londra, verificarea respectării regulilor se realizează prin camere automate de recunoaștere a numerelor de înmatriculare (ANPR), care citesc plăcuțele de înmatriculare la intrarea în zonă și le compară cu o bază de date a vehiculelor care:
- fie respectă standardele de emisii impuse de LEZ,
- fie sunt exceptate sau înregistrate pentru o reducere de 100%,
- fie au achitat taxa zilnică aferentă.

Acest sistem de taxe și amenzi funcționează ca un mecanism de descurajare pentru utilizarea vehiculelor care nu respectă normele de emisii.

## Scop
Scopul principal al zonelor cu emisii reduse este îmbunătățirea calității aerului în zonele urbane. Acest obiectiv este în mare parte atins, întrucât nivelul particulelor diesel (PM10) a scăzut în majoritatea LEZ-urilor, iar sănătatea publică s-a îmbunătățit.
Acest efect se realizează adesea prin înlocuirea vehiculelor poluante cu unele care respectă standarde de emisii mai ridicate, fie prin achiziția unui vehicul nou, fie prin evitarea zonelor aglomerate și alegerea unor rute alternative. Totuși, anumite categorii de persoane (precum lucrătorii în schimbul de noapte sau cei care transportă unelte grele ori marfă) depind de autoturism, dar nu își pot permite achiziția unor vehicule mai puțin poluante nesubvenționate. Din acest motiv, în unele regiuni LEZ-urile sunt aplicate doar în perioadele în care există acces la transport public, sau sunt oferite subvenții pentru taxiuri electrice sau biciclete cargo electrice.
Federația Europeană pentru Transport și Mediu consideră că LEZ-urile ar trebui transformate treptat în zone de mobilitate cu emisii zero, în paralel cu politici care încurajează trecerea la alternative curate, cum ar fi mersul pe jos sau utilizarea bicicletelor.

## Implementare pe țări

Semn ce marchează o zonă germană cu emisii scăzute. Vehiculele cu autocolante cu emisii roșii, galbene și verzi sunt permise în zonă.

Semnul Zonei cu Emisii Ultra-Reduse (ULEZ)

În anul 2022, există aproximativ 250 de zone cu emisii reduse ce contribuie la respectarea valorilor limită de calitate a aerului stabilite de UE pe baza criteriilor de sănătate. Aceasta înseamnă că anumite vehicule pot fi interzise într-o LEZ sau, în unele cazuri, li se poate percepe o taxă dacă intră în zonă cu emisii peste un anumit prag. Aceasta înseamnă că anumite vehicule pot fi interzise într-o LEZ sau, în unele cazuri, li se poate percepe o taxă dacă intră în zonă cu emisii peste un anumit prag. Deși sunt frecvente în Europa, marile metropole ale continentului lipsesc adesea din această listă: Istanbul nu are o LEZ, iar cea din Moscova nu este aplicată efectiv.
Vehiculele reglementate variază în funcție de condițiile locale. Toate LEZ-urile se aplică vehiculelor grele, unele includ și dubele diesel, iar altele reglementează și autoturismele pe benzină și motorină.

## Lista orașelor cu LEZ
- Anvers (Belgia): Introdusă în 2017. Doar vehiculele diesel peste norma Euro 3/III și vehiculele pe benzină peste norma Euro 1/I pot intra.[7]
- Bruxelles (Belgia): Doar vehiculele diesel peste norma Euro 4/IV pot intra.
- Gent (Belgia): Introdusă în 2020.
- Sofia (Bulgaria): Introdusă în 2023. Este prima zonă din Europa de Est, ce interzice vehiculele Euro 1/I în timpul iernii.[8]
- Beijing (China)[9]
- Aalborg, Aarhus, Copenhaga, Frederiksberg și Odense (Danemarca)[10]
- Paris (Franța): Operațională de la 8 dimineața până la 8 seara în timpul săptămânii. Un autocolant de calitate a aerului este necesar pentru toate vehiculele.[11]
- Grenoble, Lyon, Strasbourg (Franța)[12]
- Berlin, Köln, Hanovra, Mannheim și Stuttgart (Germania)
- Hong Kong: De la 31 decembrie 2019, doar vehiculele peste norma Euro 5/V pot intra.[13]
- Jakarta (Indonezia): Introdus pentru a reduce poluarea aerului în centrul vechi.
- Milano, Palermo (Italia)
- Tōkyō (Japonia)[14]
- Amsterdam, Haga, Utrecht, Arnhem (Țările de Jos)
- Rotterdam (Țările de Jos): Se aplică doar camioanelor, ele trebuie fie peste Euro 6/VI.[15]
- Bergen, Oslo (Norvegia)
- Varșovia (Polonia): Introdusă în octombrie 2024.[16]
- Lisabona (Portugalia)
- Pontevedra (Spania): Primul oraș spaniol care a interzic circulația în centrul orașului în 1999.[17]
- Málaga, Sevilla, Madrid, Barcelona (Spania)
- Göteborg, Lund, Malmo, Helsingborg, Molndal, Uppsala, Umea, Stockholm (Suedia)
- Londra, Glasgow, Norwich, York, Aberdeen, Leeds (2020), Bath (2021), Birmingham (2019), Derby, Dundee (2020), Edinburgh (2020), Manchester (2022), Newcastle (2021) și Sheffield (2021) (Regatul Unit)
- Oxford (Regatul Unit): Primul oraș ce a implementat zonă cu emisie zero în 2021.[18]
- Hanoi (Vietnam)[19]